# Sosny (Ukraina)
Sosny (ukr. Сосни) – wieś na Ukrainie, w obwodzie winnickim, w rejonie winnickim, w hromadzie Lityn. W 2001 liczyła 976 mieszkańców, spośród których 968 wskazało jako ojczysty język ukraiński, 5 rosyjski, 1 białoruski, a 2 inny.